# Тираспольська фортеця
Тираспольська фортеця, або Серединна фортеця — фортеця, споруджена в 1792—1793 роках під керівництвом полководця О. В. Суворова і архітектора Де Волана як оборонної споруди на лівому березі річки Дністер. Біля стін фортеці Серединної виникло місто Тирасполь, побудований за указом Катерини Другої. Пам'ятка архітектури 18 століття.

## Історія

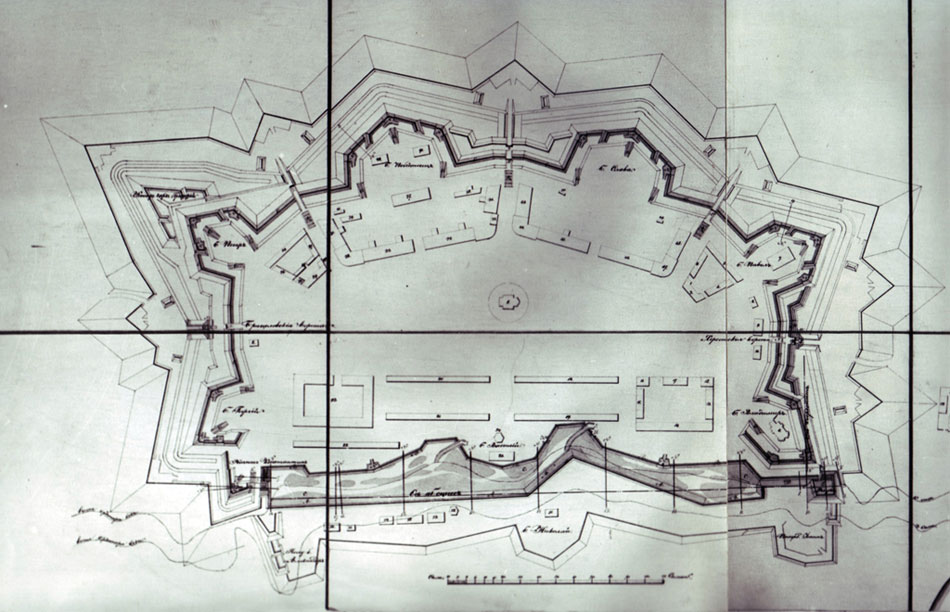
План Тираспольської фортеці 1856 року

Після закінчення російсько-турецької війни 1787-1792 років був укладений Ясський мирний договір, згідно з яким кордон між російськими і турецькими володіннями пролягла по річці Дністер. Знову захоплені землі були названі Очаківської областю. За вказівкою Катерини ІІ експедиція губернатора В. Каховського «оглянула» нові території і 21 вересня 1792 в Петербурзі висунула пропозиції щодо їх адміністративного устрою і проектів планів міст.

### Початок будівництва
У листопаді 1792 імператриця доручила О. В. Суворову оглянути кордони і повідомити, «яким чином їх допривести у безпечність проти ворожого нападу». У січні 1793 року план з інженерного зміцнення кордону на Дністрі на місці майбутнього Тирасполя, розроблений Суворовим і Де Воланом спільно, був направлений до Петербурга.
Проекти фортець по Дністру були схвалені, і Суворов взявся за будівництво, не чекаючи асигнувань, для чого зайняв 100.000 рублів і навіть розпорядився продати власні села. Катерина ІІ, дізнавшись про це, повеліла виділити Суворову з державної скарбниці більш 600.000 рублів.
Тираспольська фортеця була закладена 22 червня (6 липня) 1793 року. Незважаючи на численні перешкоди, пов'язані з постачанням будматеріалів і продовольства, з хворобами солдатів через незвичний, спекотний клімат, робота з будівництва Серединної фортеці просувалася успішно. Фортеця, згідно з проектом, мала вигляд прямокутника. В остаточному варіанті зовнішньому вигляду необхідно було надати правильний восьмикутний бастіонний обрис. Швидкість будівництва пояснювалася необхідністю як можна швидше привести фортецю в оборонний стан на випадок нової війни з Оттоманською Портою.

### Закінчення будівництва
До кінця 1795 будівництво фортеці в основному було завершено. Вона була споруджена за всіма законами фортифікаційного мистецтва. На її території з'явилися — військова церква св. Андрія Первозванного, три артилерійські парки, військовий шпиталь, будинок коменданта, порохові льохи, казарми, стайні (конюшні), цейхгауз (арсенал). У фортеці міг міститися великий військовий гарнізон, вона була оснащена сучасним (на той час) озброєнням і забезпечена великим запасом продовольства. У фортецю вело троє воріт: Західні, Брацлавські і Херсонські. У земляних валах були укриті бійниці. На плані фортеці 1798 позначені такі бастіони: «Володимир», «Павло», «Слава», «Переможець», «Петро», «Георгій», «Микола», «Василь» і півбастіони: «Іван» і «Олександр».

До 1795 року в підфортечному поселенні мешкало понад 2,5 тис. осіб. 27 січня 1795 поселення біля фортеці набуло статусу міста. Тирасполь став повітовим містом Новоросійської губернії, а з 1803 Тираспольський повіт увійшов до складу Херсонської губернії.
Однак Тираспольська фортеця так і не зіграла своєї оборонної ролі. За результатами Бухарестського мирного договору (1812 р.) кордон Російської імперії перемістився до річки Прут, і Тираспольська фортеця втратила своє прикордонне і оборонне значення.
Тираспольська фортеця відома також як місце ув'язнення декабриста В. Ф. Раєвського в 1822—1826 роках. Під час відвідування Тирасполя російський поет Пушкін Олександр Сергійович збирався відвідати Раєвського, а за деякими даними, поет отримав вірші Раєвського, написані в Тираспольській фортеці.

### Сучасний стан фортеці
Залишки фортеці розташовані на південному заході сучасного Тирасполя між вулицею Федько і районом Закріпосна Слобідка. На сьогоднішній день збереглася лише невелика частина споруд Тираспольської фортеці: бастіони «Володимир» і «Павло» і пороховий льох. Фортеця сильно постраждала за часів СРСР при будівництві в 1970-і роки Суворовського мікрорайону Тирасполя. На початку 1990-х років існував план відновлення Тираспольської фортеці, аби створити з неї туристичний об'єкт. Проте, через низку причин відновлювальні роботи були припинені.